# Плюдерхозе

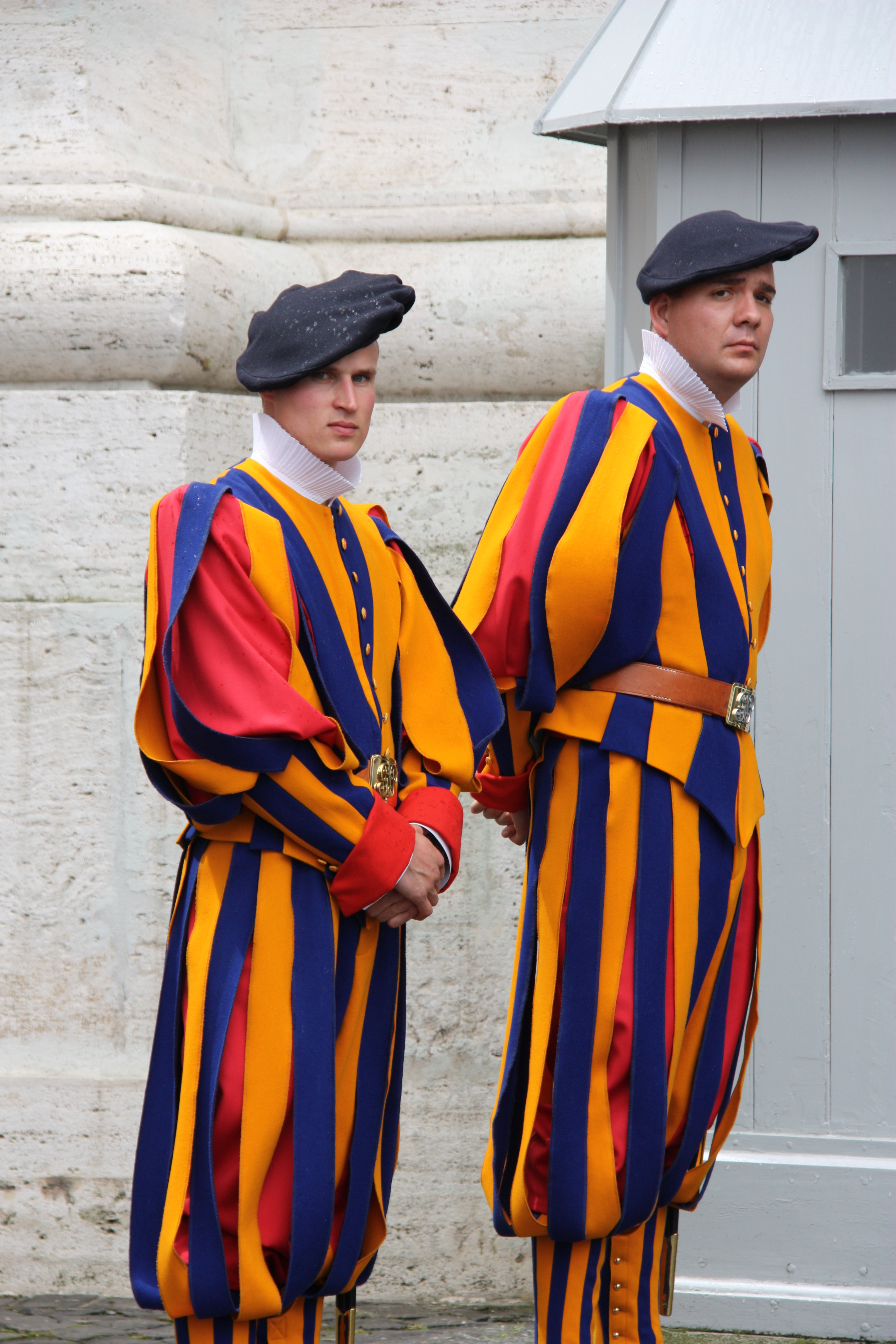
Швейцарские гвардейцы в плюдерхозен, входящих в униформу, разработанную для них Микеланджело

Плюдерхо́зе (плюдерхо́зен, нем. Pluderhose — «раздутые, взбитые штаны») — похожие на шаровары объёмные сборчатые штаны из продольных лент, популярные в XVI веке.
Плюдерхозен были придуманы немецкими ландскнехтами от безвыходности: жалованье наёмникам платили нерегулярно, а одежда ветшала быстро. По данным австрийской специалистки в области истории моды Ингрид Лошек, это произошло в 1553 году в лагере курфюрста Саксонского. Лохмотья резали на ленты и перевязывали их в нескольких местах, закрепляли у пояса и коленей. Мода на плюдерхозе среди гражданского населения началась с низших слоёв населения. Контрабандисты пользовались плюдерхозен для доставки через кордоны дорогих тканей. Когда плюдерхозен вошли в моду, на ленточные штаны для богатых щёголей уходило до ста локтей материала. Плюдерхозе вышли из употребления в начале XVII века, дольше всего мода на них продержалась среди швейцарских наёмников.